# Douglas A. Melton
Douglas A. Melton (26 de setembro de 1953) é Xander University Professor da Universidade Harvard, pesquisador do Instituto Médico Howard Hughes.
É membro da Academia Nacional de Ciências dos Estados Unidos, da Academia de Artes e Ciências dos Estados Unidos e membro fundador da International Society for Stem Cell Research.